# Дворище (Никольский район)
Дворище — деревня в Никольском районе Вологодской области.
Входит в состав Пермасского сельского поселения, с точки зрения административно-территориального деления — в Пермасский сельсовет.
Расстояние по автодороге до районного центра Никольска — 33 км, до центра муниципального образования Пермаса — 5 км. Ближайшие населённые пункты — Липово, Сторожевая, Пермас.
По переписи 2002 года население — 21 человек (11 мужчин, 10 женщин). Всё население — русские.